# Rockenberg
Rockenberg è un comune tedesco di 4 545 abitanti situato nel land dell'Assia.